# 朝倉剛
朝倉 剛（あさくら かたし、1926年9月29日 - 2000年5月9日）は、日本のフランス文学者、翻訳家。

## 人物・来歴
横浜市生まれ。1950年東京大学文学部仏文科卒業。同大学院をへて、名古屋大学講師、愛知県立女子短期大学助教授、東京外国語大学助教授、教授、1992年定年退官、名誉教授。
1993年から1997年日本フランス語フランス文学会会長。専攻は17世紀フランス文学で、多くの翻訳をなした。

## 共著
- 『パリの友人たち Michele Massip Mizubayashi』（駿河台出版社） 1984

## 翻訳
- 『ディエンビエンフー陥落』（ジュール・ロワ、篠田浩一郎共訳、至誠堂新書） 1965
- 『ジャンセニスム』（ルイ・コニェ、倉田清共訳、白水社、文庫クセジュ） 1966
- 『二年間の休暇』（ジュール・ベルヌ、福音館書店） 1968、のち文庫
- 『テレマックの冒険』（フェヌロン、現代思潮社、古典文庫） 1969
- 『ユートピアの歴史』（ジャン・セルヴィエ、篠田浩一郎共訳、筑摩書房、筑摩叢書） 1972、のち新版 1984
- 『進歩の危機』（フランソワ・ド・クロゼ、倉田清共訳、日本経済新聞社） 1973
- 『フランス文学ハンドブック ヌーヴォー・ロマンからシャンソン・ド・ロランへ』（ピエール・ブリュネル, ドニ・ユイスマン、倉田清共訳、白水社） 1974
- 『三銃士』（アレクサンドル・デュマ、福音館書店、福音館古典童話シリーズ） 1977 - 1978
- 『長ぐつをはいたネコ』（シャルル・ペロー、暁教育図書、よいこの名作館） 1977
- 『ヴェルサイユ王宮』（ジェラール・ヴァン・デル・ケンプ、アイエム） 1978
- 『海辺のある夏』（アンヌ・フィリップ、早川書房） 1979
- 『カトリック 過去と未来』（J・ダニエルー他、倉田清共訳、ヨルダン社） 1981
- 『ユートピア』（ジャン・セルヴィエ、篠田浩一郎共訳、白水社、文庫クセジュ） 1983
- 『ルイ十四世宮廷毒殺事件』（ジャン＝クリスティアン・プチフィス、北山研二共訳、三省堂） 1985
- 『ガリカニスム フランスにおける国家と教会』（エメ=ジョルジュ・マルティモール、羽賀賢二共訳、白水社、文庫クセジュ） 1987
- 『シルクロード・キャラバン』（アンヌ・フィリップ、吉田花子共訳、晶文社、双書・20世紀紀行） 1988
- 『偉大な世紀のモラル フランス古典主義文学における英雄的世界像とその解体』（ポール・ベニシュー、羽賀賢二共訳、法政大学出版局、叢書・ウニベルシタス） 1993
- 『デカルト、コルネイユ、スウェーデン女王クリスティナ 一七世紀の英雄的精神と至高善の探求』（エルンスト・カッシーラー、羽賀賢二共訳、工作舎） 2000

## 参考
- 翻訳書 訳者紹介